# Lactoză
Lactoza este un compus organic, o glucidă care poate fi întâlnită în lapte. Numele de lactoză provine din latină: lac, lactis - lapte iar terminația oză se adaugă glucidelor. Laptele sau produsele lactate conțin în procent între 1,5–8 % lactoză. 
Lactoza face parte din categoria dizaharidelor, ea este alcătuită din o moleculă de D-galactoză și o moleculă de D-glucoză, cele două molecule sunt legate în poziția β-1,4- printr-o legătură glicozidică. După Uniunea Internațională de Chimie Pură și Aplicată lactoza este denumită 4-O[β−D-galactopiranozil]-D-glucopiranoză (β).

## Răspândire
Lactoza se află în laptele și produsele lactate ce provin din laptele mamiferelor.
| Lapte provenit de la | Procent Glucide |
| -------------------- | --------------- |
| Măgar                | 7,4 %           |
| Om                   | 7,1 %           |
| Cal                  | 6,2 %           |
| Cămilă               | 5,0 %           |
| Bivol                | 4,8 %           |
| Pisică               | 4,8 %           |
| Oaie                 | 4,8 %           |
| Vacă                 | 4,6 %           |
| Iac                  | 4,6 %           |
| Capră                | 4,3 %           |
| Ren                  | 2,8 %           |

## Caracteristici
Lactoza este o substanță cristalizată incoloră și inodoră cu gust dulceag care conține între 25 și 60 % zaharoză. În forma anhidră lactoza este higroscopică, este mai greu solubilă în apă ca maltoza. Lactoza în soluție apoasă este activă din punct de vedere optic, ea este dextrogiră, adică deviază spre dreapta lumina polarizată. Părțile componente ale lactozei, glucoza și galactoza, au o structură chimică ciclică care sunt legate în poziția β-1,4- printr-o legătură glicozidică. Prin încălzire lactoza se transformă în lactuloză care are un gust mai dulce ca și glucoza.

## Obținere
Lactoza se poate obține din lapte dulce. Laptele de vacă conține lactoză până la 47 g/l de lapte. Laptele este încălzit, ultrafiltrat și, printr-un schimb ionic în vid, este separată lactoza în formă cristalizată de lipidele, proteinele și substanțele minerale din lapte.

## Importanța alimentară
Lactoza, ca parte componentă a laptelui, este importantă în alimentarea mamiferelor tinere. Ea joacă un rol în stimularea digestiei prin scindarea ei de către enzima lactază, în glucoză și galactoză. Adulții produc această enzimă într-o cantitate mai redusă ca tineretul. La unii indivizi poate apărea intoleranța față de lactoză, acest lucru fiind explicat prin lipsa lactazei.
Printre funcțiile lactozei se poate aminti că ea oferă organismului energie, stimulează absorbția calciului, frânează dezvoltarea bacteriilor care produc putrefacție, stimulează dezvoltarea bacteriilor bifide și are un rol laxativ.

## Vezi
- Intoleranță de lactoză